# Marek Górski
Marek Piotr Górski (ur. 1951 w Łodzi) – polski prawnik, profesor nauk prawnych specjalizujący się w prawie administracyjnymi oraz prawie ochrony środowiska; nauczyciel akademicki związany z uniwersytetami w Łodzi i Szczecinie.

## Życiorys
Urodził się w 1951 roku w Łodzi, gdzie spędził znaczną część swojego życia. Po ukończeniu kolejno szkoły podstawowej i średniej podjął studia prawnicze na miejscowym Uniwersytecie Łódzkim, które ukończył w 1973 zdobyciem tytułu zawodowego magistra. Wkrótce potem rozpoczął pracę zawodową na swojej macierzystej uczelni. W 1981 otrzymał tam stopień naukowy doktora nauk prawnych w zakresie prawa na podstawie rozprawy nt. Administracyjnoprawne zagadnienia ochrony środowiska naturalnego Morza Bałtyckiego. W 1992 Rada Wydziału Prawa i Administracji Uniwersytetu Łódzkiego nadała mu stopień naukowy doktora habilitowanego nauk prawnych w zakresie nauk o administracji o specjalności nauka o administracji, na podstawie pracy pt. Ochrona środowiska jako zadanie administracji publicznej. W 1993 otrzymał awans na stanowisko profesora nadzwyczajnego, a w 2007 profesora zwyczajnego w Zakładzie Prawa Ochrony Środowiska Uniwersytetu Łódzkiego. Wcześniej w 2006 prezydent Lech Kaczyński nadał mu tytuł profesora nauk prawnych. Z łódzką uczelnią związany był do 2012.
W 2002 znalazł zatrudnienie na Uniwersytecie Szczecińskim, zostając w 2007 kierownikiem Katedry Prawa Ochrony Środowiska na Wydziale Prawa i Administracji. W 1985 wykładał także na Uniwersytecie w Strasburgu. W 2012 objął funkcję prorektora ds. nauki i współpracy międzynarodowej Uniwersytetu Szczecińskiego.
Poza działalnością uczelnianą pełnił również funkcję doradcy ministra środowiska w latach 2001–2004. Jest członkiem rzeczywistym Łódzkiego Towarzystwa Naukowego oraz członkiem Polskiego Towarzystwa Prawa Ochrony Środowiska, Państwowej Rady Ochrony Przyrody (1997–2001, 2001–2004), Okręgowej Izby Radców Prawnych (od 1994), grupy ds. nowelizacji prawa ochrony środowiska przy Ministrze Ochrony Środowiska (1994–1997), Wojewódzkiej Komisji Ochrony Przyrody (1991–1999), Komisji Zrównoważonego Rozwoju (1996–1999). Był delegatem do: Wojewódzkiego Sejmiku Samorządowego w Łodzi (kadencja 1994–1998), Krajowego Sejmiku Samorządu Terytorialnego, Kongresu Władz Lokalnych przy Radzie Europy; przewodniczącym Komisji Legislacyjnej oraz wiceprzewodniczącym Komisji Ochrony Środowiska (kadencja 1994–1998). W latach 1994–2002 (przez dwie kadencje) był radnym Rady Miejskiej w Łodzi (przewodniczącym Komisji Ochrony Środowiska). W 2004 otwierał wojewódzką listę Socjaldemokracji Polskiej do Parlamentu Europejskiego, ugrupowanie nie uzyskało mandatów w okręgu.
W 1998 odznaczony Krzyżem Kawalerskim Orderu Odrodzenia Polski.

## Dorobek naukowy i odznaczenia
Zainteresowania badawcze Marka Górskiego koncentrują się wokół zagadnień związanych z nową dziedziną prawa – ochrony środowiska, zwłaszcza badania regulacji o charakterze prawno-administracyjnym, a także administracyjne prawo ustrojowe i materialne. Jego dorobek naukowy w tym zakresie obejmuje zarówno pozycje książkowe o charakterze monografii, jak i komentarzy do ustaw (4), redakcję i współautorstwo obszernego podręcznika prawa ochrony środowiska, artykułów naukowych (ponad 65) i popularnonaukowych (ponad 80) oraz referaty na konferencjach międzynarodowych (ponad 30). Jest autorem opinii prawnych dla organów władzy i administracji publicznej (ponad 90) oraz opracowań projektów aktów prawnych szczebla centralnego (ponad 15). Łączny dorobek obejmuje blisko 300 różnych pozycji, należałoby zaliczyć do niego również publikacje interpretujące i wyjaśniające nowe przepisy związane z ochroną środowiska, dla tej grupy regulacji prawnych bardzo ważne, ponieważ stanowią one zwykle pierwsze omówienia, przybliżenia oraz analizy zupełnie nowych rozwiązań. Do jego najważniejszych publikacji należą:
- Gospodarowanie odpadami w świetle wymagań prawa wspólnotowego i polskiego prawa wewnętrznego, Wydawnictwo Futura, Poznań 2005
- Odpowiedzialność administracyjnoprawna w ochronie środowiska – zagadnienia podstawowe (ze szczególnym uwzględnieniem przepisów o odpowiedzialności z tytułu zapobiegania i naprawiania szkód w środowisku), Wydawnictwo Futura, Poznań 2007
- Prawo ochrony środowiska, Wolters Kluwer, 2. wydanie, Warszawa 2014 (redakcja naukowa)

Wypromował m.in. 12 doktorów, recenzował kilkanaście rozpraw doktorskich oraz kilka przewodów habilitacyjnych.